# PEN/Faulkner Award
PEN/Faulkner Award for Fiction is een Amerikaanse literatuurprijs, georganiseerd door de PEN/Faulkner Foundation.
De prijs is vernoemd naar de schrijver William Faulkner die met zijn Nobelprijs een fonds oprichtte voor jonge auteurs, en de schrijversorganisatie International PEN. De onderscheiding is gedoteerd met een geldbedrag van $15,000 en wordt sinds 1981 jaarlijks toegekend aan een Amerikaans auteur.

## Gelauwerden
- 1981 Walter Abish, How German Is It
- 1982 David Bradley, The Chaneysville Incident
- 1983 Toby Olson, Seaview
- 1984 John Edgar Wideman, Sent for You Yesterday
- 1985 Tobias Wolff, The Barracks Thief
- 1986 Peter Taylor, The Old Forest
- 1987 Richard Wiley, Soldiers in Hiding
- 1988 T. Coraghessan Boyle, World's End
- 1989 James Salter, Dusk
- 1990 E.L. Doctorow, Billy Bathgate
- 1991 John Edgar Wideman, Philadelphia Fire
- 1992 Don DeLillo, Mao II
- 1993 E. Annie Proulx, Postcards
- 1994 Philip Roth, Operation Shylock
- 1995 David Guterson, Snow Falling on Cedars
- 1996 Richard Ford, Independence Day
- 1997 Gina Berriault, Women in Their Beds
- 1998 Rafi Zabor, The Bear Comes Home
- 1999 Michael Cunningham, The Hours
- 2000 Ha Jin, Waiting
- 2001 Philip Roth, The Human Stain
- 2002 Ann Patchett, Bel Canto
- 2003 Sabina Murray, The Caprices
- 2004 John Updike, The Early Stories
- 2005 Ha Jin, War Trash
- 2006 E.L. Doctorow, The March
- 2007 Philip Roth, Everyman
- 2008 Kate Christensen, The Great Man
- 2009 Joseph O'Neill, Netherland
- 2010 Sherman Alexie, War Dances
- 2011 Deborah Eisenberg, The Collected Stories of Deborah Eisenberg
- 2012 Julie Otsuka, The Buddha in the Attic
- 2013 Benjamin Alire Sáenz, Everything Begins and Ends at the Kentucky Club
- 2014 Karen Joy Fowler, We Are All Completely Beside Ourselves
- 2015 Atticus Lish, Preparation for the Next Life
- 2016 James Hannaham, Delicious Foods
- 2017 Imbolo Mbue, Behold the Dreamers
- 2018 Joan Silber, Improvement
- 2019 Azareen Van der Vliet Oloomi, Call Me Zebra
- 2020 Chloe Aridjis, Sea Monsters
- 2021 Deesha Philyaw, The Secret Lives of Church Ladies
- 2022 Rabih Alameddine, The Wrong End of the Telescope